# KAB-500KR

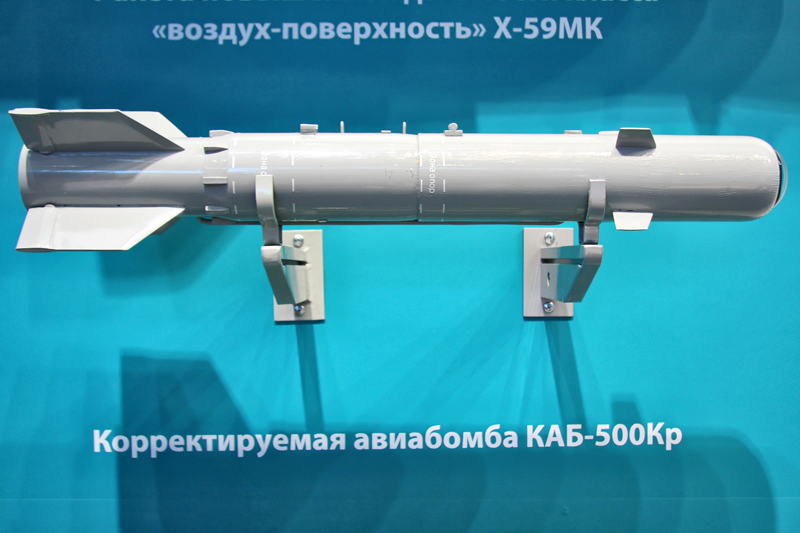
KAB-500Kr

A KAB-500Kr (bomba de 500 kg de TNT equivalente ) é uma guiada por televisão, desenvolvida pela Força Aérea Soviética na década de 1980. Ela continua em uso forças aéreas da CIS e vários clientes de exportação.
A KAB-500Kr é análoga a GBU-15 americana. Ela usa uma bomba FAB-500 de propósito geral, com peso nominal de 500 kg , como uma ogiva; um buscador guiado por televisão e aletas de orientação  para transformá-la em uma bomba guiada planadora.
A bomba tem 3.05 m de comprimento e pesa 520 g, dos quais 380 kg é uma ogiva reinforçada capaz de penetrar até 1,5 metros de concreto. O buscador pode travar em um alvo com alcance de 15 a 1715 a 17 km (9,3 a 11 mi), dependendo da visibilidade. A variante KAB-500-OD está equipada com uma ogiva termobárica. A tecnologia de KAB-500Kr também é utilizado para bombas maiores, como KAB-1500Kr com base na bomba FAB-1500 de 1500 kg.